# Шеффер, Филипп
Филипп Шеффер (нем. Philipp Schaeffer; 16 ноября 1894 года, Кёнигсберг, Германия — 13 мая 1943 года, Берлин, Германия) — немецкий востоковед, синолог, коммунист, антифашист, член движения Сопротивления во время Второй мировой войны и организации «Красная капелла».

## Биография
Филипп Шеффер родился 16 ноября 1894 года в Кёнигсберге (ныне Калининград), в Германской империи. Он происходил из семьи военных и вырос в Санкт-Петербурге, столице Российской империи. Там в 1913 году он начал изучать восточные языки. В 1914 году с началом Первой мировой войны вместе с отцом был интернирован в Архангельск. В 1916 году женился на русской учительнице, от которой имел двух дочерей, Инну и Антонину.
Вернувшись в Германию, в 1920 году поступил в университет в Гейдельберге, где учился до 1924 года. Здесь же защитил диссертацию по тибетскому сочинению Нагарджуны «Юктисастика» (которое перевел на немецкий язык). Во время учёбы познакомился с Анной Зегерс, которая стала его близким другом. Защитив диссертацию, остался в университете и продолжил исследовать буддизм.
В 1926 году развёлся и переехал в Берлин. Перебивался случайными заработками, например, подрабатывал экспедитором в Бабельсберге. В 1927 году устроился на работу в Центральную библиотеку в Берлин-Митте (с 1952 года она носит его имя) и превратил её в одну из самых важных общественно-научных библиотек Берлина. В 1928 году стал членом Коммунистической партии Германии (KPD) и женился на скульпторе Илзе Либих. В Берлин-Шпандау супруги вместе участвовали в регулярных встречах с коммунистами. Возглавил философской кружок и познакомился с библиотекарем Лотте Шлайф. В 1932 году был уволен за свою политическую деятельность и посвятил все своё время антифашистской деятельности. Был главным редактором коммунистического издания «Roten SA-Standarte», в котором печатались статьи против нацистских штурмовиков. В 1933—1934 годах поселился по адресу Доротенштрассе, 19 в Берлин-Митте.
В 1935 году был арестован гестапо, после чего провёл пять лет в тюрьме Лукау, где присоединился к ячейке борцов движения Сопротивления, организованной Вильгельмом Гуддорфом и Вольфгангом Абендротом. В 1938 году в лазарете тюрьмы Моабит познакомился с Эрнстом Никишом.
После освобождения в 1940 году находился под надзором полиции и работал в курьером в Berliner Frigidaire GmbH. Несмотря на запрет, возобновил активное сотрудничество с движением Сопротивления, в частности, с Лотте Шлайф, Куртом и Элизабет Шумахерами, Эльфридой Пауль, а также группой Харро Шульце-Бойзена и бывшего сокамерника Вильгельма Гуддорфа.

### Арест и казнь
На Пасху 1942 года Филипп Шеффер был ранен при попытке спасти семейную пару евреев от самоубийства, после чего провёл последние несколько месяцев в больнице, вплоть до повторного ареста 2 октября 1942 года. Он был обвинён в государственной измене. В феврале 1943 года Имперский военный трибунал признал его виновным и приговорил к высшей мере наказания. Филипп Шеффер был гильотинирован 13 мая 1943 года в тюрьме Плёцензее в Берлине.
Кенотаф  Шеффера установлен на Волковском лютеранском кладбище в Санкт-Петербурге.